# Dows
Dows est une ville des comtés de Franklin et Wright, en Iowa, aux États-Unis. Elle est incorporée le 3 mai 1892.